# Шешка
Шешка — деревня без постоянного населения в Окуловском муниципальном районе Новгородской области, относится к Боровёнковскому сельскому поселению.
Деревня расположена на реке Шилдушка, на Валдайской возвышенности, в 35 км к северу от Окуловки (67 км по автомобильной дороге), до административного центра сельского поселения — посёлка Боровёнка 25 км (37 км по автомобильной дороге).
Деревня Шешка находится между деревнями Глухово (в 2 км южнее) и Данилово (в 1 км западнее).
| 2010 |
| ---- |
| 0    |

## История
До 2005 года деревня входила в Висленеостровский сельсовет.

## Транспорт
Ближайшая железнодорожная станция расположена в Торбино. Неподалёку от деревни (в Глухово) проходит автомобильная дорога Висленев Остров — Любытино.

## Известные уроженцы
Ефимова, Евдокия Леонтьевна (1923—2006) — советский передовик производства в лёгкой промышленности. Герой Социалистического Труда (1971)